# الدوري الصربي لكرة القدم
دوري السوبر الصربي (بالصربية: Суперлига Србије) هي الدرجة الممتازة لكرة القدم في صربيا، ويشارك في الدوري الممتاز 16 نادي. وتم تأسيسه في عام 2006.

## معرض صور

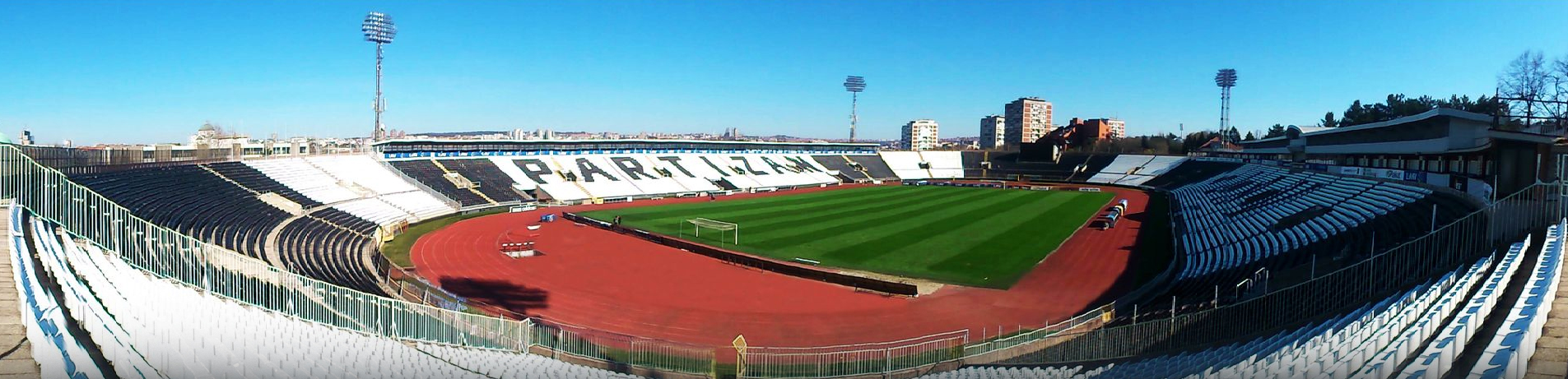
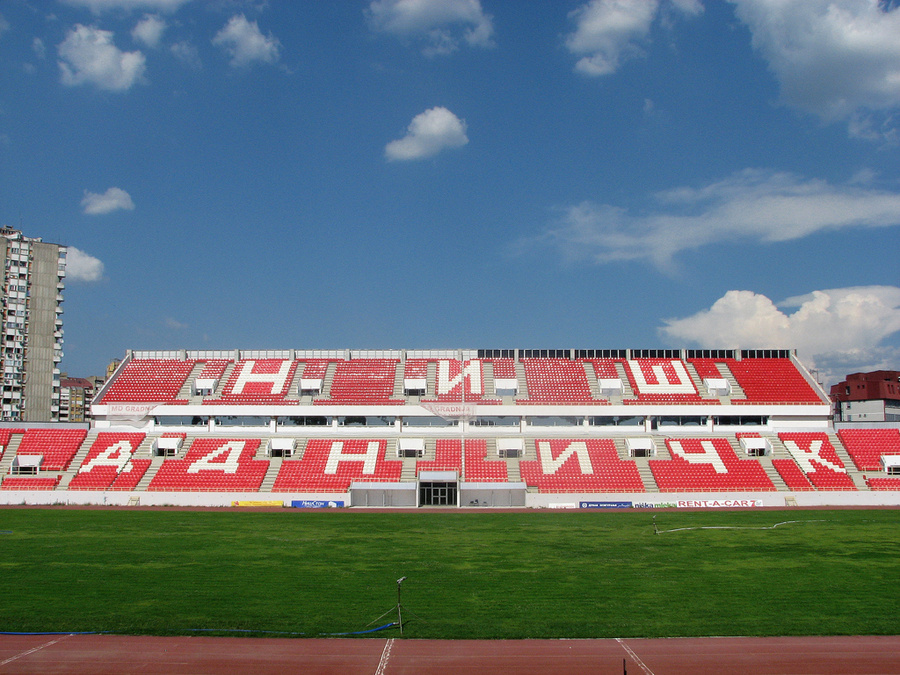
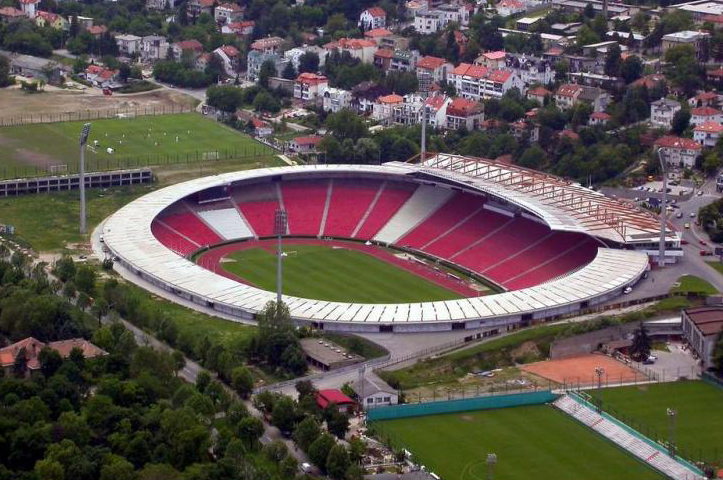
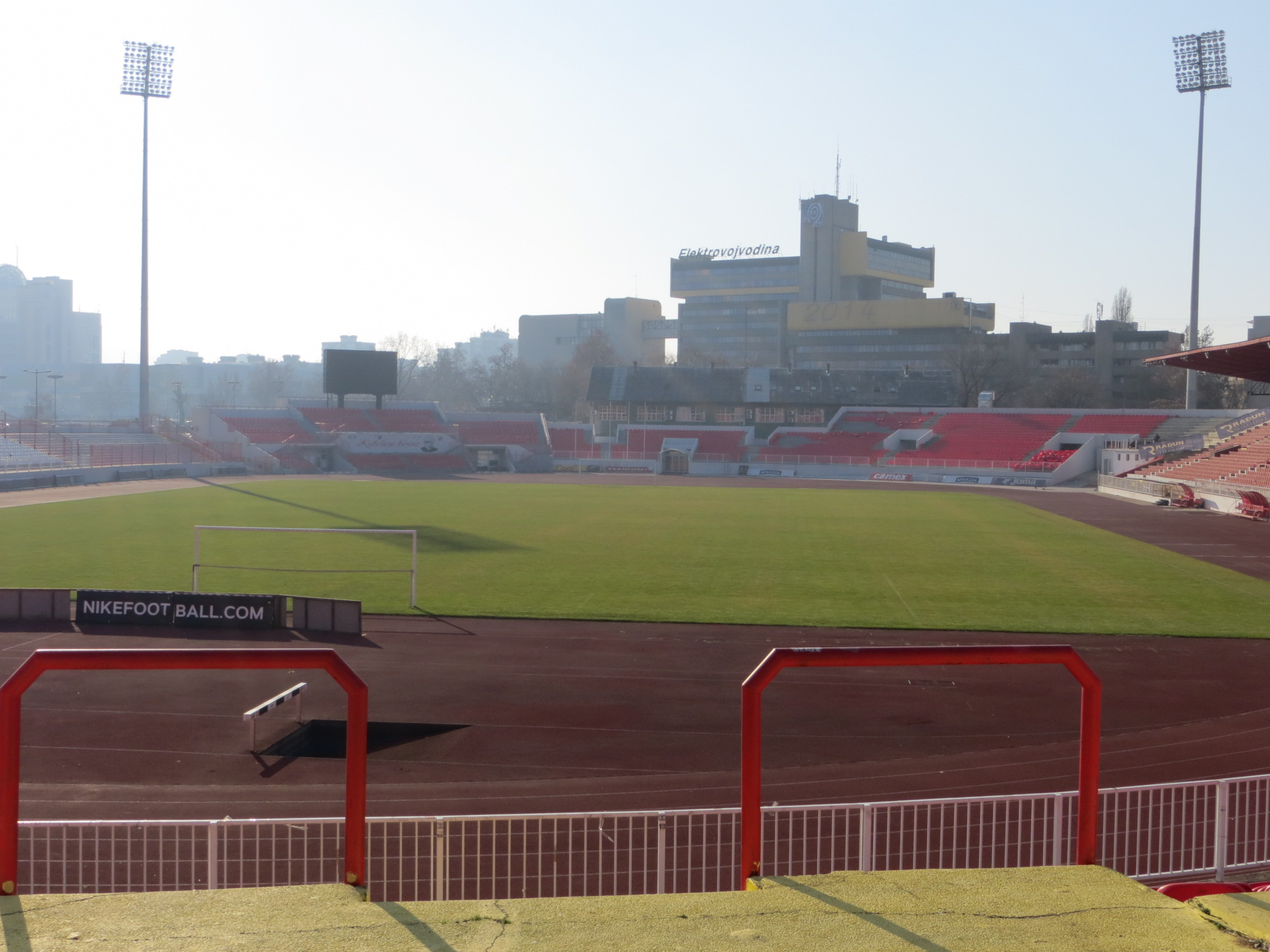